# Bubo bubo hispanus
Bubo bubo hispanus és una subespècie del duc (Bubo bubo) que habita a la pràctica totalitat de la península Ibèrica (mès escàs a la franja nord, present a Portugal i absent de les illes Balears) i, antigament també, a les àrees boscoses de la serralada de l'Atles (el nord del Marroc i Algèria) a on probablement ha esdevingut extint. Les poblacions pirinenques són intermèdies amb la subespècie típica.
És una subespècie de talla menor, de coloració general més pàl·lida i taques fosques més estretes i punxegudes (especialment en les parts inferiors). L'envergadura alar dels mascles és de 420-450 mm i la de les femelles de 445-470.
Les principals amenaces que pateix són la pèrdua del seu hàbitat, l'electrocució, la persecució directa, la col·lisió amb vehicles, l'enverinament per alquil mercuri, l'espoli dels ous, els xocs amb filats espinats, les molèsties durant la reproducció, la disminució de les poblacions de la seua presa bàsica (el conill de bosc, a causa de la mixomatosi i de la malaltia hemorràgico-vírica) i, possiblement també, el tancament d'abocadors d'escombraries en aplicar la reglamentació actual sobre residus i que suposaven una font de proliferació de preses (com ara, rates).